# Moerdijk
Moerdijk és un municipi de la província del Brabant del Nord, al sud dels Països Baixos. L'1 de gener del 2009 tenia 36.670 habitants repartits sobre una superfície de 183,99 km² (dels quals 24,89 km² corresponen a aigua). Limita al nord amb Cromstrijen (Holanda del Sud), Strijen (Holanda del Sud) i Dordrecht (Holanda del Sud), a l'oest amb Oostflakkee (Holanda del Sud), a l'est amb Drimmelen i al sud amb Steenbergen, Halderberge, Etten-Leur i Breda.

## Centres de població
- Fijnaart en Heijningen
- Klundert
- Moerdijk
- Standdaarbuiten
- Willemstad
- Zevenbergen

## Ajuntament
- Onafhankelijk Moerdijk 8 regidors
- CDA 5 regidors
- PvdA 4 regidors
- VVD 3 regidors
- SP 2 regidors
- GroenLinks 2 regidors
- ChristenUnie 1 regidor